# Sawang (Peudada)
Sawang is een bestuurslaag in het regentschap Bireuen van de provincie Atjeh, Indonesië. Sawang telt 655 inwoners (volkstelling 2010).